# 東海佳奈子
東海 佳奈子（とうかい かなこ、1985年5月28日- ）は、福井放送 (FBC) のアナウンサー。

## 来歴
富山県富山市出身。学生時代を石川県で過ごす。金沢大学教育学部を卒業し、2008年4月にFBCに入社。同期に元同局アナウンサーの中山裕子がいる。
2009年4月に制作部から報道部へ異動。鈴木沙和子からの引き継ぎで、『Newsリアルタイムふくい』のキャスターとなる。
第1子出産のため、2015年12月末から産休を取っていた。出産後、1年間の育休を経て2017年3月に職場復帰した。
2021年、第20回ANNアナウンサー賞で大賞を受賞した。

## 担当番組

### FBCテレビ
- おじゃまっテレ ワイド&ニュース - ニュース担当
- 天気予報
- FBCニュース (不定期）

## 過去の担当番組

### FBCテレビ
- おじゃまっテレ - 「なんでも情報」担当、山田恵梨子と佐々木愛の代理出演
- おはようふくい730
- 24時間テレビ 31（2008年8月30日・31日） - ローカルパートのパーソナリティ[9]
- 日本まんなか直送便
- Newsリアルタイムふくい - キャスター
- ZERO×選挙（2009年8月30日） - ローカル枠MC
- 夜はすっぴん女子アナ7

### FBCラジオ
- 午後はとことんワイド - ニュース・天気予報担当[10][11]